# Rivalità calcistica Francia-Germania
La rivalità calcistica Francia-Germania è una delle più grandi e accese rivalità calcistiche in Europa. In precedenza, si trattava per lo più di una rivalità unilaterale poiché la maggior parte dei tifosi tedeschi considerava l'Olanda o l'Italia i loro tradizionali rivali calcistici fino all'ascesa della Francia dagli anni '90 in poi, ma la rivalità è iniziata davvero durante i Campionati Europei UEFA negli anni 2010, dieci anni dopo una serie di amichevoli negli anni '90 e 2000.

## Storia
La radice della rivalità tra Francia e Germania potrebbe risalire alle antiche tensioni tra la Francia e l'Impero Germanico, sorte dopo la cattura di Parigi da parte dell'esercito prussiano nel 1870. Fin dalla fine della guerra, l'inimicizia tra Francia e Germania aumentò, portando a una corsa agli armamenti militari che alla fine contribuì allo scoppio della Prima Guerra Mondiale. All'inizio del conflitto, ci fu un momento di tregua, noto come la tregua di Natale, durante il quale si disputò una partita di calcio amichevole tra soldati francesi, britannici e tedeschi. Questo evento è considerato la prima partita non ufficiale tra Francia e Germania.
I due Paesi si affrontarono per la prima volta in una partita internazionale ufficiale nel 1931, quando la Francia sconfisse la Repubblica di Weimar. Tuttavia, la rivalità aumentò rapidamente con l'invasione tedesca della Francia, e l'antagonismo persistette fino alla fine della Seconda Guerra Mondiale. Uno degli incontri più memorabili tra i due Paesi avvenne nella semifinale del Mondiale del 1982, conclusasi 3-3 dopo i tempi supplementari, con la vittoria della Germania Ovest ai rigori. Michel Platini definì quella partita come "la sua partita più bella".

## Lista degli incontri
| N. | Data              | Luogo             | Competizione                       | Incontro                 | Risultato       |
| -- | ----------------- | ----------------- | ---------------------------------- | ------------------------ | --------------- |
| 1  | 15 marzo 1931     | Parigi            | Amichevole                         | Francia – Germania       | 1 – 0           |
| 2  | 19 marzo 1933     | Berlino           | Amichevole                         | Germania – Francia       | 3 – 3           |
| 3  | 17 marzo 1935     | Parigi            | Amichevole                         | Francia – Germania       | 1 – 3           |
| 4  | 21 marzo 1937     | Stoccarda         | Amichevole                         | Germania – Francia       | 4 – 0           |
| 5  | 5 ottobre 1952    | Parigi            | Amichevole                         | Francia – Germania Ovest | 3 – 1           |
| 6  | 16 ottobre 1954   | Hannover          | Amichevole                         | Germania Ovest – Francia | 1 – 3           |
| 7  | 28 giugno 1958    | Göteborg          | Campionato mondiale di calcio 1958 | Francia – Germania Ovest | 6 – 3           |
| 8  | 26 ottobre 1958   | Parigi            | Amichevole                         | Francia – Germania Ovest | 2 – 2           |
| 9  | 24 ottobre 1962   | Stoccarda         | Amichevole                         | Germania Ovest – Francia | 2 – 2           |
| 10 | 27 settembre 1967 | Berlino           | Amichevole                         | Germania Ovest – Francia | 5 – 1           |
| 11 | 25 settembre 1968 | Marsiglia         | Amichevole                         | Francia – Germania Ovest | 1 – 1           |
| 12 | 13 ottobre 1973   | Gelsenkirchen     | Friendly                           | Germania Ovest – Francia | 2 – 1           |
| 13 | 23 febbraio 1977  | Parigi            | Amichevole                         | Francia – Germania Ovest | 1 – 0           |
| 14 | 19 novembre 1980  | Hannover          | Amichevole                         | Germania Ovest – Francia | 4 – 1           |
| 15 | 8 luglio 1982     | Siviglia          | Campionato mondiale di calcio 1982 | Germania Ovest – Francia | 3 – 3 (5-4 dtr) |
| 16 | 18 aprile 1984    | Strasburgo        | Amichevole                         | Francia – Germania Ovest | 1 – 0           |
| 17 | 25 giugno 1986    | Guadalajara       | Campionato mondiale di calcio 1986 | Francia – Germania Ovest | 0 – 2           |
| 18 | 12 agosto 1987    | Berlino           | Berlin Anniversary                 | Germania Ovest – Francia | 2 – 1           |
| 19 | 28 febbraio 1990  | Montpellier       | Amichevole                         | Francia – Germania Ovest | 2 – 1           |
| 20 | 1 giugno 1996     | Stoccarda         | Amichevole                         | Germania – Francia       | 0 – 1           |
| 21 | 27 febbraio 2001  | Parigi            | Amichevole                         | Francia – Germania       | 1 – 0           |
| 22 | 15 novembre 2003  | Gelsenkirchen     | Amichevole                         | Germania – Francia       | 0 – 3           |
| 23 | 12 novembre 2005  | Parigi            | Amichevole                         | Francia – Germania       | 0 – 0           |
| 24 | 29 febbraio 2012  | Brema             | Amichevole                         | Germania – Francia       | 1 – 2           |
| 25 | 6 febbraio 2013   | Parigi            | Amichevole                         | Francia – Germania       | 1 – 2           |
| 26 | 4 luglio 2014     | Rio de Janeiro    | Campionato mondiale di calcio 2014 | Francia – Germania       | 0 – 1           |
| 27 | 13 novembre 2015  | Parigi            | Amichevole                         | Francia – Germania       | 2 – 0           |
| 28 | 7 luglio 2016     | Marsiglia         | Campionato europeo di calcio 2016  | Germania – Francia       | 0 – 2           |
| 29 | 14 novembre 2017  | Colonia           | Amichevole                         | Germania – Francia       | 2 – 2           |
| 30 | 6 settembre 2018  | Monaco di Baviera | UEFA Nations League 2018-2019      | Germania – Francia       | 0 – 0           |
| 31 | 16 ottobre 2018   | Parigi            | UEFA Nations League 2018-2019      | Francia – Germania       | 2 – 1           |
| 32 | 15 giugno 2021    | Monaco di Baviera | Campionato europeo di calcio 2020  | Francia – Germania       | 1 – 0           |
| 33 | 12 settembre 2023 | Dortmund          | Amichevole                         | Germania – Francia       | 2 – 1           |
| 34 | 23 marzo 2024     | Lione             | Amichevole                         | Francia – Germania       | 0 – 2           |
| 35 | 8 giugno 2025     | Stoccarda         | UEFA Nations League 2024-2025      | Germania – Francia       | 0 – 2           |

## Statistiche
|                     | Partite | Risultati | Risultati | Risultati | Gol      | Gol |
| Francia             | Partite | Pareggi   | Germania  | Francia   | Germania |     |
| ------------------- | ------- | --------- | --------- | --------- | -------- | --- |
| Mondiale            | 4       | 1         | 1         | 2         | 9        | 9   |
| Europeo             | 2       | 2         | 0         | 0         | 3        | 0   |
| UEFA Nations League | 2       | 1         | 1         | 0         | 2        | 1   |
| Totale ufficiale    | 8       | 4         | 2         | 2         | 14       | 10  |
| Amichevoli          | 25      | 11        | 6         | 8         | 37       | 38  |
| Totale              | 33      | 15        | 8         | 10        | 51       | 48  |